# 高野慎哉
高野 慎哉（たかの しんや、1973年2月13日 - ）は、福島県双葉郡浪江町出身の元プロ野球選手（捕手、投手）。

## 来歴・人物
福島県立原町高等学校では2年まで捕手、3年次は4番で外野手兼控え投手であった。卒業後、大学進学を目指して母校で練習しながら浪人生活をしていたが、1991年秋に日本ハムファイターズの入団テストを受けて合格、ドラフト8位指名で捕手として入団。
1992年、入団後の春季キャンプで強肩を買われて投手に転向。
一軍公式戦出場のないまま、1993年限りで引退。
背筋力300kgと、一流アスリート並みの怪力を持っていたが、プロ野球ではそれを活かせなかった。

## 詳細情報

### 年度別打撃成績
- 一軍公式戦出場なし

### 年度別投手成績
- 一軍公式戦出場なし

### 背番号
- 63（1992年 - 1993年)